# Giuseppe Di Vagno (1922)
Giuseppe Di Vagno (Conversano, 31 gennaio 1922 – Bari, 15 settembre 2013) è stato un politico e avvocato italiano.

## Biografia
Figlio del parlamentare socialista Giuseppe Di Vagno nacque nel gennaio 1922, a 5 mesi da un agguato mortale di un gruppo di squadristi fascisti di cui fu vittima il padre.
Nel periodo repubblicano fu membro del PSI e per due volte sindaco di Conversano. Per cinque legislature fu parlamentare per i socialisti dal 1963 al 1983.
Fu sottosegretario della Cassa del Mezzogiorno, dell'Industria e commercio, della Protezione civile e sottosegretario all’Interno.
Dal 1983 al 1993 è stato presidente dell'Isveimer.